# Zbrodnia apartheidu
Zbrodnia apartheidu – w prawie międzynarodowym jedna ze zbrodni przeciwko ludzkości.

## Historia

### Apartheid w Republice Południowej Afryki
Apartheid to ideologia głosząca konieczność osobnego rozwoju społeczności różnych ras, a także bazujący na tej teorii doktryna polityczna panująca w Związku Południowej Afryki (od 1961 roku pod nazwą Republika Południowej Afryki) będąca podstawą systemu państwowego tego kraju. System oparty był na segregacji rasowej i przekonaniu o wyższości rasy białej i dyskryminacji ludności czarnej i kolorowej. Kres polityki apartheidu w Republice Południowej Afryki miał miejsce na początku lat 90. XX wieku. 

### Działania ONZ przeciwko apartheidowi
W 1965 roku Zgromadzenie Ogólne ONZ przyjęło Międzynarodową konwencję w sprawie likwidacji wszelkich form dyskryminacji rasowej potępiającą apartheid. W 1968 roku Zgromadzenie Ogólne ONZ uznało politykę apartheidu oraz naruszenie praw ekonomicznych i politycznych ludności autochtonicznej za zbrodnię przeciwko ludzkości. W 1973 roku Zgromadzenie Ogólne ONZ przyjęło Międzynarodową konwekcję o zwalczaniu i karaniu zbrodni apartheidu. Konwencja definiuje zbrodnie apartheidu jako politykę i praktyki podobne do segregacji i dyskryminacji rasowej w Związku Południowej Afryki (później pod nazwą Republika Południowej Afryki) i zalicza je do zbrodni przeciwko ludzkości. Według konwencji zbrodnia apartheidu to: 
a) odmawianie członkowi lub członkom grupy rasowej lub kilku grup rasowych prawa do życia i wolności osobistej:
i) przez zabójstwa popełniane na członkach jednej lub kilku grup rasowych,
ii) przez wyrządzanie członkom grupy lub kilku grup rasowych poważnej krzywdy cielesnej lub umysłowej przez gwałcenie ich wolności lub godności bądź poddawanie ich torturom, okrutnemu, nieludzkiemu i upodlającemu traktowaniu albo karaniu,
iii) przez samowolne zatrzymywanie i nielegalne więzienie członków grupy lub kilku grup rasowych,
b) rozmyślne narzucanie grupie lub kilku grupom rasowym warunków życia mających spowodować ich całkowite lub częściowe wyniszczenie fizyczne,
c) podjęcie legislacyjnych lub innych środków mających uniemożliwić grupie lub kilku grupom rasowym uczestniczenie w życiu politycznym, społecznym, gospodarczym i kulturalnym kraju i rozmyślne tworzenie warunków uniemożliwiających pełny rozwój takiej grupy lub grup, w szczególności przez pozbawianie członków grupy lub kilku grup rasowych wolności i podstawowych praw człowieka, a mianowicie prawa do pracy, prawa do tworzenia legalnych związków zawodowych, prawa do nauki, prawa do opuszczania swego kraju i powrotu do niego, prawa do posiadania obywatelstwa, prawa do swobodnego poruszania się i wyboru miejsca zamieszkania, prawa do wolności myśli i słowa oraz prawa do swobodnego tworzenia pokojowych zrzeszeń i stowarzyszeń,
d) podejmowanie wszelkich środków, w tym także legislacyjnych, zmierzających do podziału ludności według kryteriów rasowych przez tworzenie wydzielonych rezerwatów i gett dla członków grupy lub kilku grup rasowych, przez zakaz zawierania związków małżeńskich między osobami należącymi do różnych grup rasowych i przez wywłaszczanie nieruchomości należących do jednej lub kilku grup rasowych albo do ich członków,
e) wyzyskiwanie pracy członków jednej lub kilku grup rasowych, w szczególności przez poddawanie ich pracy przymusowej,
f) prześladowanie organizacji lub osób przez pozbawianie ich podstawowych praw i wolności z tego powodu, że są przeciwnikami apartheidu.

### Rzymski Statut Międzynarodowego Trybunału Karnego
Rzymski Statut Międzynarodowego Trybunału Karnego zalicza zbrodnie apartheidu do zbrodni przeciwko ludzkości. Według artykułu 7 ustęp pierwszy statutu zbrodnia przeciwko ludzkości oznacza którykolwiek z następujących czynów, popełniony w ramach rozległego lub systematycznego, świadomego ataku skierowanego przeciwko ludności cywilnej: (a) zabójstwo; (b) eksterminacja; (c) niewolnictwo; (d) deportacja lub przymusowe przemieszczanie ludności; (e) uwięzienie lub inne dotkliwe pozbawienie wolności fizycznej z naruszeniem podstawowych reguł prawa międzynarodowego; (f) tortury; (g) zgwałcenie, niewolnictwo seksualne, przymusowa prostytucja, wymuszona ciąża, przymusowa sterylizacja oraz jakiekolwiek inne formy przemocy seksualnej porównywalnej wagi; (h) prześladowanie jakiejkolwiek możliwej do zidentyfikowania grupy lub zbiorowości z powodów politycznych, rasowych, narodowych, etnicznych, kulturowych, religijnych, płci (gender) w rozumieniu ustępu 3 lub z innych powodów powszechnie uznanych za niedopuszczalne na podstawie prawa międzynarodowego, w związku z jakimkolwiek czynem, do którego odnosi się niniejszy ustęp, lub z jakąkolwiek zbrodnią objętą jurysdykcją Trybunału; (i) wymuszone zaginięcia osób; (j) zbrodnia apartheidu; (k) inne nieludzkie czyny o podobnym charakterze celowo powodujące ogromne cierpienie lub poważne uszkodzenie ciała albo zdrowia psychicznego lub fizycznego. Według tego samego artykułu statutu zbrodnia apartheidu oznacza niehumanitarne działania o charakterze podobnym do opisanych w ustępie pierwszym, dokonane w ramach zinstytucjonalizowanego ustroju ukierunkowanego na systematyczny ucisk oraz przewagę jednej grupy rasowej nad jakąkolwiek inną grupa lub grupami rasowymi oraz dokonane w zamiarze utrzymania tego ustroju.

### Oskarżenia o zbrodnię apartheidu
O politykę apartheidu wobec Palestyńczyków niektóre środowiska (m.in. laureat Pokojowej Nagrody Nobla kardynał Desmond Tutu, specjalny sprawozdawca ONZ ds. okupowanych terytoriów palestyńskich Michael Lynk, organizacja Amnesty International, Human Rights Watch) oskarżają Izrael. O zbrodnie apartheidu oskarżane są również m.in. Mjanma, Chiny czy Malezja. 
Trwa spór dotyczący tego, czy zbrodnia apartheidu jest zabroniona zwyczajem międzynarodowym. 